# Aphycaspis snoflaki
Aphycaspis snoflaki is een vliesvleugelig insect uit de familie Encyrtidae. De wetenschappelijke naam is voor het eerst geldig gepubliceerd in 1954 door Hoffer.